# 京成臼井站

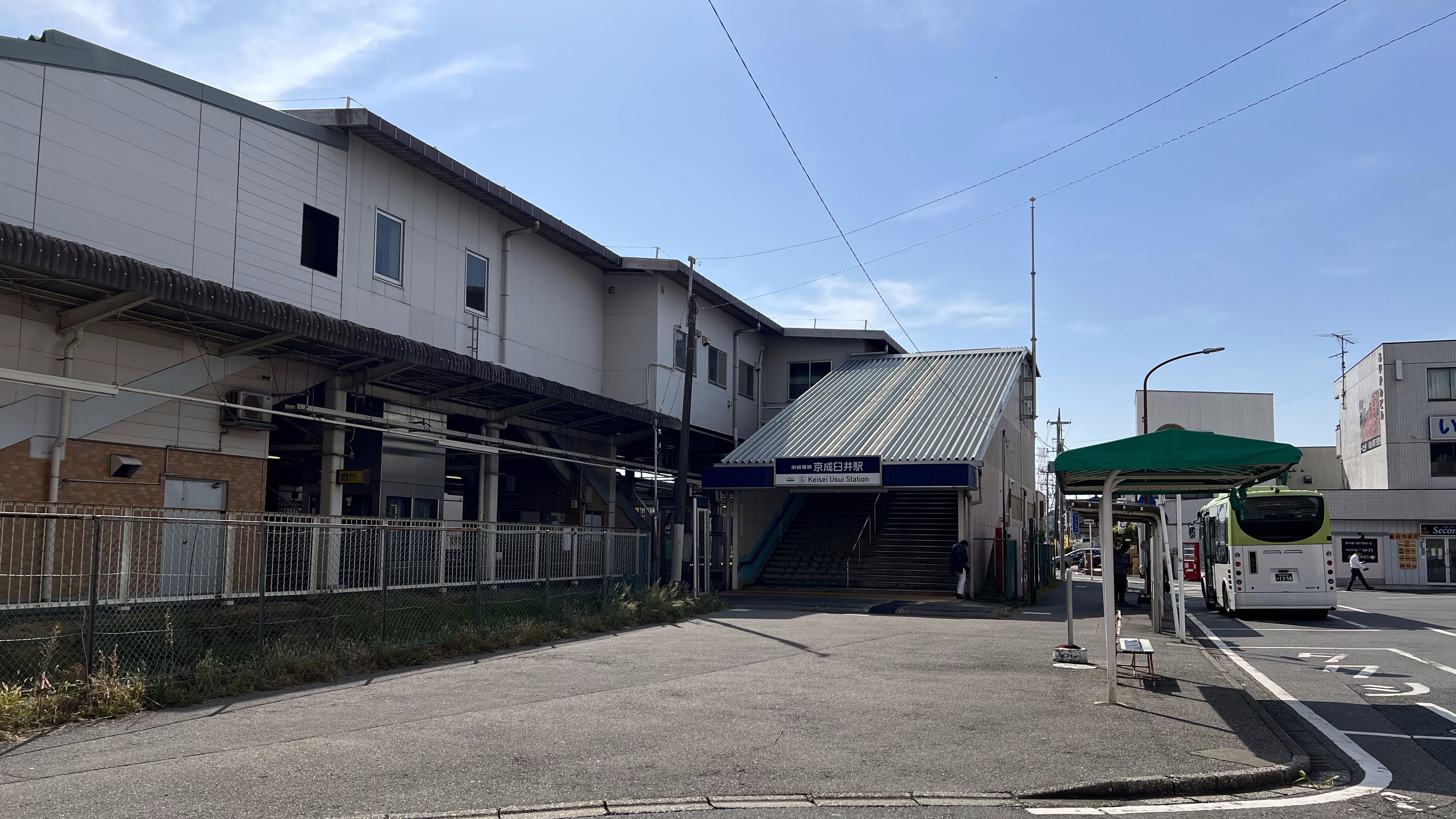
北口（2023年11月）

京成臼井站（日语：／ Keisei-Usui eki */?）是位於千葉縣佐倉市王子台，屬於京成電鐵本線的鐵路車站。車站編號是KS34。
路線圖、方向表示與站內資訊均以平假名的表示，但乘車券與車站入口的指示牌卻寫為「京成臼井」。此平假名的寫法是從北總開發鐵道（現：北總鐵道）北總線開通後，延伸直通運行至京成高砂站開始，以免與相似的「白井站」混淆。同時車輛的目的地標示器也以表示。2014年，月台的站名牌已經替換為。

## 年表
- 1926年（大正15年）12月9日 - 車站啟用，車站當時稱為臼井站。當時車站位於國道296號（日语：国道296号）線平交道的京成佐倉站側。
- 1931年（昭和6年）11月18日 - 車站改稱京成臼井站。
- 1978年（昭和53年）10月 - 車站往志津站方向移動580米。同時改建為跨站式站房。
- 1996年（平成8年） - 車站大樓開幕。
- 2002年（平成14年） - 改點，成為通勤特急停靠站。

## 車站構造

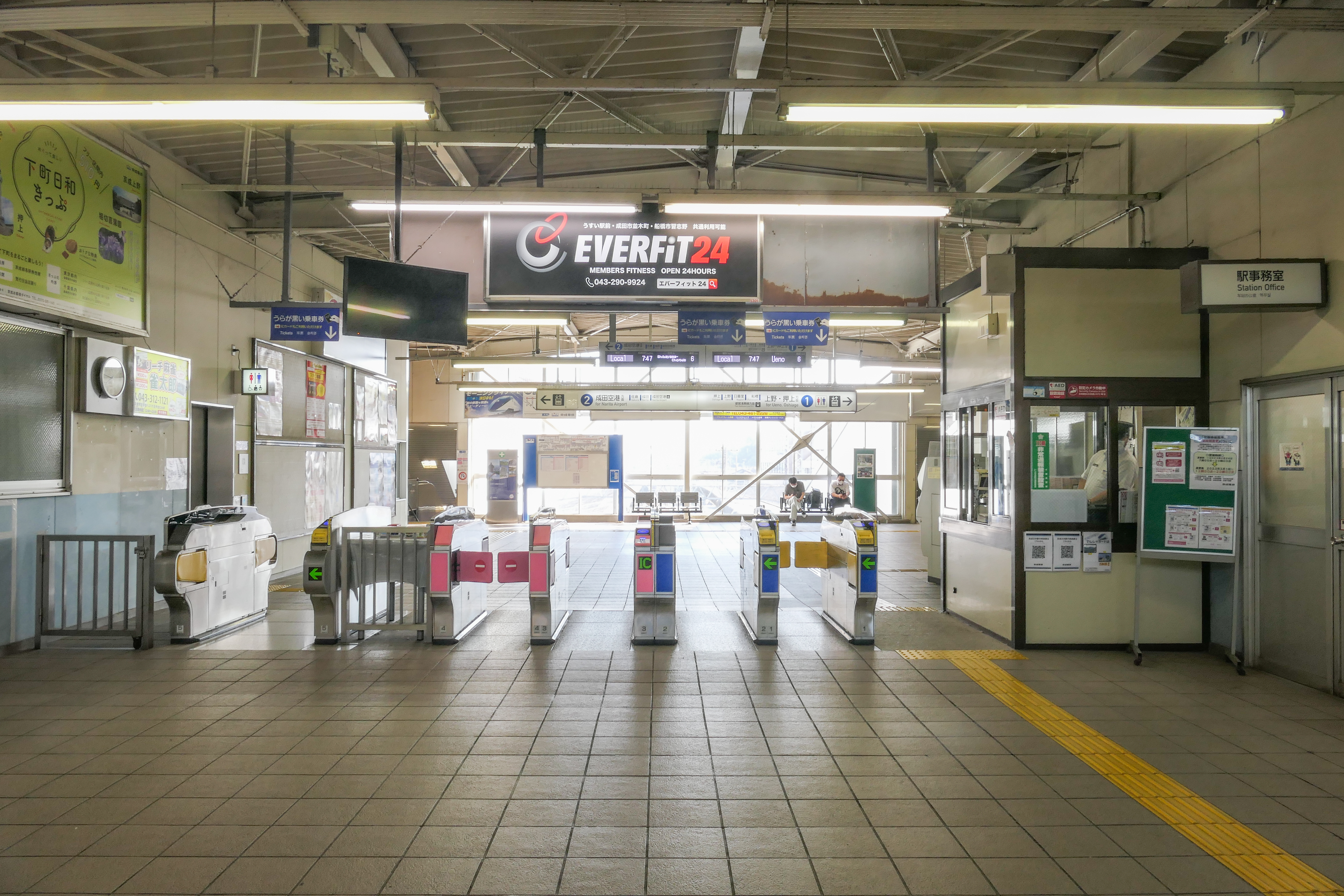
驗票口（2023年8月）

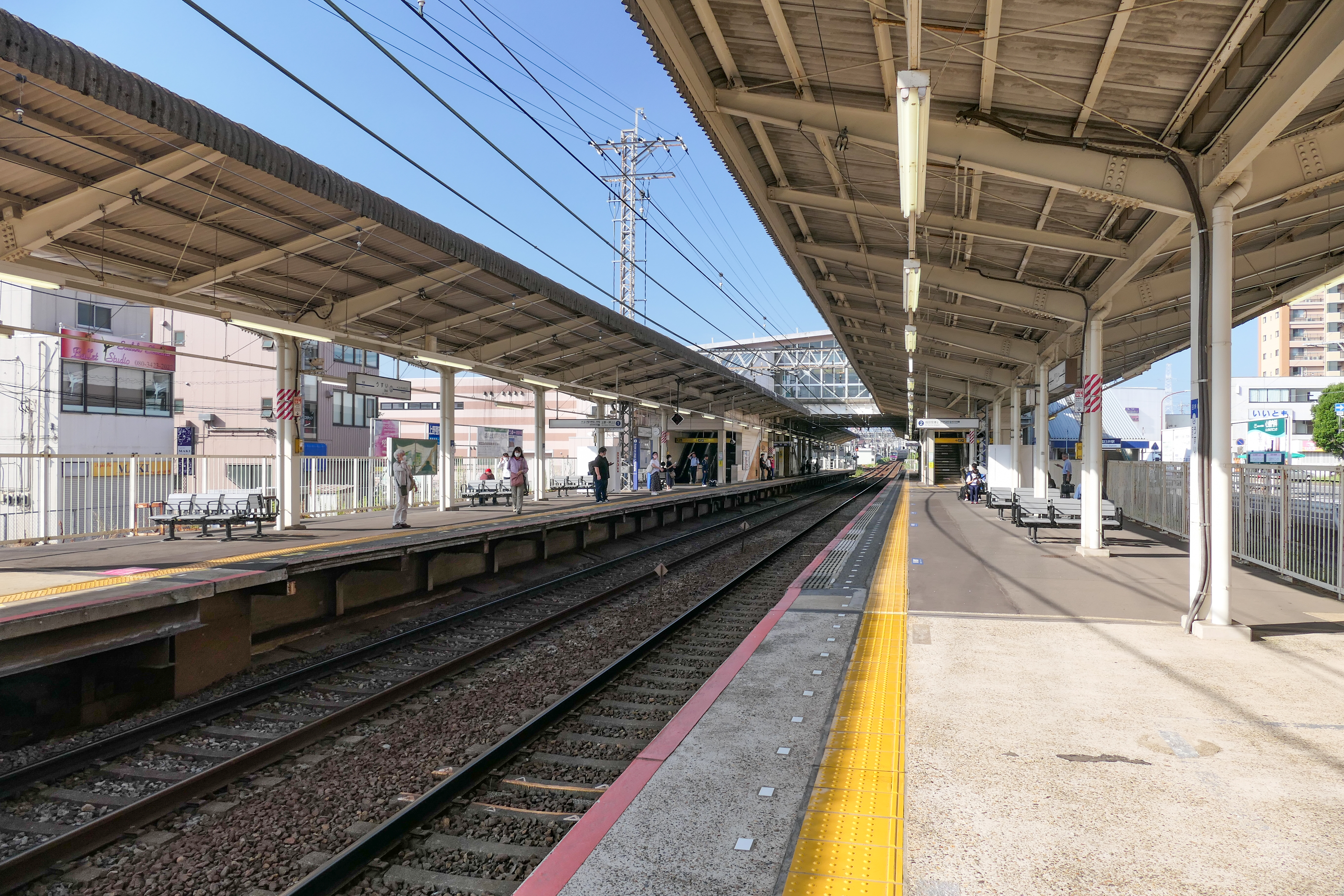
月台（2023年8月）

本站是擁有相對式月台2面2線的地面車站，並設有跨站式站房。本站與鄰站有加利丘站皆有保留擴充成島式月台2面4線的空間。大廳與月台間設有電梯。本站是設有自動驗票閘門的有人車站（京成佐倉站管理），上下線月台皆設有LED式列車資訊顯示器。往京成佐倉站方向有提供本站起訖電車使用的拖上線，月台有效長度對應八輛編組。
車站大樓「京成臼井車站大樓ViM」內有Sunkus、cocokara fine、大創百貨等商店。車站大樓最初是要興建成含有旅館在內的地上10層、地下1層大樓，之後縮減成現有規模。
| 月台 | 路線     | 方向 | 目的地                                     |
| ---- | -------- | ---- | ------------------------------------------ |
| 1    | 京成本線 | 下行 | 日暮里、上野、押上、 淺草線、 京急本線方向 |
| 2    | 京成本線 | 上行 | 佐倉、成田機場方向                         |

午間時段上野方向發出的各站停車全部以本站為終點。

## 使用情況
2016年度1日平均上下車人次為20,840人。京成線車站當中第23位。
近年1日平均上下、上車人次推移如下表。
| 年度               | 1日平均 上下車人次 | 1日平均 上下車人次 | 1日平均 上車人次 | 1日平均 上車人次 |
| ------------------ | ------------------ | ------------------ | ---------------- | ---------------- |
| 1998年（平成10年） |                    |                    | 14,184           | [ 9 ]            |
| 1999年（平成11年） |                    |                    | 13,946           | [ 10 ]           |
| 2000年（平成12年） |                    |                    | 13,634           | [ 11 ]           |
| 2001年（平成13年） |                    |                    | 13,385           | [ 12 ]           |
| 2002年（平成14年） |                    |                    | 12,979           | [ 13 ]           |
| 2003年（平成15年） | 25,681             | [ 14 ]             | 12,777           | [ 15 ]           |
| 2004年（平成16年） | 25,437             | [ 16 ]             | 12,605           | [ 17 ]           |
| 2005年（平成17年） | 25,076             | [ 18 ]             | 12,414           | [ 19 ]           |
| 2006年（平成18年） | 24,654             | [ 20 ]             | 12,232           | [ 21 ]           |
| 2007年（平成19年） | 24,283             | [ 22 ]             | 12,065           | [ 23 ]           |
| 2008年（平成20年） | 24,116             | [ 24 ]             | 11,983           | [ 25 ]           |
| 2009年（平成21年） | 23,386             | [ 26 ]             | 11,623           | [ 27 ]           |
| 2010年（平成22年） | 22,742             | [ 28 ]             | 11,308           | [ 29 ]           |
| 2011年（平成23年） | 22,017             | [ 30 ]             | 10,946           | [ 31 ]           |
| 2012年（平成24年） | 21,854             | [ 32 ]             | 10,871           | [ 33 ]           |
| 2013年（平成25年） | 21,985             | [ 34 ]             | 10,938           | [ 35 ]           |
| 2014年（平成26年） | 21,124             | [ 36 ]             |                  |                  |
| 2015年（平成27年） | 21,077             | [ 6 ]              |                  |                  |
| 2016年（平成28年） | 20,840             | [ 6 ]              |                  |                  |

## 車站周邊
車站周邊是路上吸煙禁止區域。
- 佐倉市役所臼井、千代田出張所
- 臼井公民館
- 佐倉市民音樂廳
- 佐倉王子台郵便局
- 佐倉稻荷台郵便局
- 臼井郵便局
- 永旺臼井店（LAKEPIA臼井）
- 大和證券臼井支店
- 千葉銀行臼井支店
- 京葉銀行（日语：京葉銀行）臼井支店
- 東京東信用金庫（日语：東京東信用金庫）臼井支店
- 聖隷佐倉市民醫院（日语：聖隷佐倉市民病院）（南口搭乘巴士約10分鐘）
- 臼井城址公園（日语：臼井城）
- 印旛沼（日语：印旛沼）

## 巴士路線
| 乘車處         | 乘車處         | 系統                             | 主要行經地                                                       | 目的地            | 運行公司                              | 備註               |
| -------------- | -------------- | -------------------------------- | ---------------------------------------------------------------- | ----------------- | ------------------------------------- | ------------------ |
| 臼井站（北口） | 臼井站（北口） | 宗像路線                         | 岩戶、吉田宮前（僅部分班次）、大成交通前                         | 印旛日本醫大站    | 印西市                                | 委託大成交通       |
| 臼井站（北口） | 臼井站（北口） | 宗像路線                         | 岩戶、吉田宮前（僅部分班次）、鎌苅、日本醫大醫院                 | 印旛日本醫大站    | 印西市                                | 委託大成交通       |
| 臼井站（北口） | 臼井站（北口） | 宗像路線                         | 岩戶、吉田宮前（僅部分班次）、鎌苅、日本醫大醫院、印旛日本醫大站 | 大成交通前        | 印西市                                | 委託大成交通       |
| 臼井站（北口） | 臼井站（北口） | 八幡台循環線（はっちまん）       | 船戶、八幡台會館                                                 | 八幡台團地⇔臼井站 | 佐倉交通                              |                    |
| 臼井站（南口） | 1              | 染井野線                         | 地區中心                                                         | 染井野南          | 千葉Green Bus                         |                    |
| 臼井站（南口） | 1              | 染井野線                         | 地區中心、染井野小學校                                           | 染井野循環⇔臼井站 | 千葉Green Bus                         |                    |
| 臼井站（南口） | 2              | 臼井線                           | 內黑田入口                                                       | 四街道站          | 千葉Green Bus                         |                    |
| 臼井站（南口） | 3              | 臼井線                           | 聖隷佐倉市民醫院（僅部分班次）                                   | 田町車庫          | 千葉Green Bus                         |                    |
| 臼井站（南口） | 3              | 臼井線                           | 聖隷佐倉市民醫院（僅部分班次）、田町車庫                         | 京成佐倉站        | 千葉Green Bus                         |                    |
| 臼井站（南口） | 3              | 臼井線                           | 聖隷佐倉市民醫院、田町車庫、京成佐倉站                           | JR佐倉站          | 千葉Green Bus                         | 平日早晨1班        |
| 臼井站（南口） | 4              | 臼井線                           | 東邦大佐倉醫院                                                   | 志津站南口        | 千葉Green Bus                         |                    |
| 臼井站（南口） | 4              | 寺崎線                           | 臼井南中學校、寺崎北                                             | JR佐倉站          | 千葉Green Bus                         |                    |
| 臼井站（南口） | 4              | 深夜急行巴士                     | JR佐倉站、JR酒酒井站、公津之杜站、JR成田站                       | 成田機場第2航廈   | 千葉Green Bus                         | 僅周五             |
| 臼井站（南口） | 4              | My Town Direct Bus（高速巴士）   | 東京站（八重洲口）、國際展示場站（僅平日）                       | 東雲車庫          | 千葉Green Bus、京成巴士、千葉內陸巴士 | 部分班次止於東京站 |
| 臼井站（南口） | 4              | 佐倉市社區巴士（畔田、下志津線） | 畔田、東邦大佐倉醫院                                             | 有加利丘站南口    | 委託千葉Green Bus運行                 |                    |

此外，新橋站往京成佐倉站的深夜急行巴士（千葉Green Bus）可在本站下車。

## 相鄰車站
京成電鐵
 本線
■快速特急、■特急
通過
■通勤特急、■快速、■普通
有加利丘（KS33）－京成臼井（KS34）－京成佐倉（KS35）

## 外部連結
- 京成臼井｜電車與車站資訊｜京成電鐵
- 京成臼井站PDF - 京成電鐵